# Pranab Bardhan

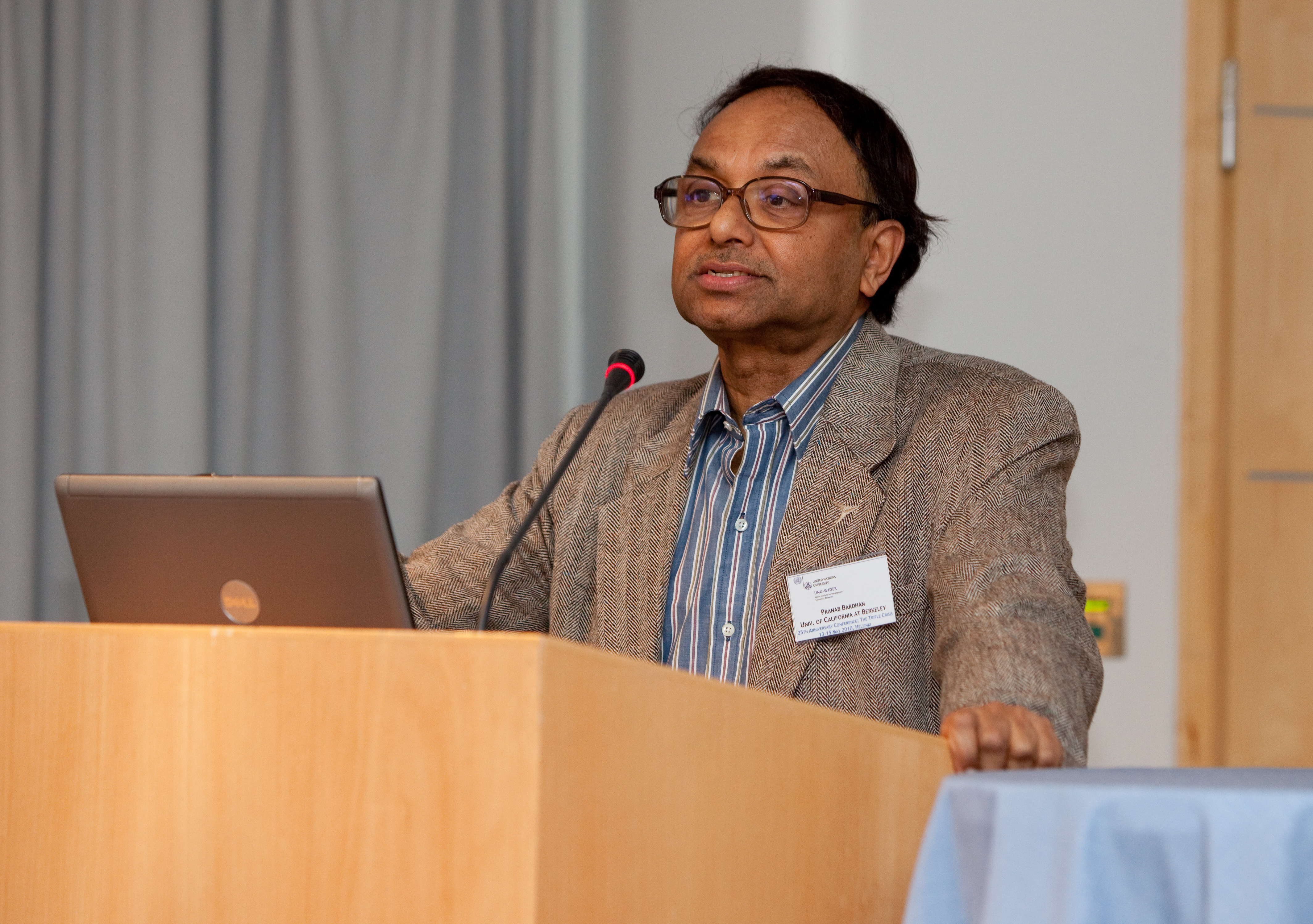

Pranab Kumar Bardhan (* 11. September 1939 in Kalkutta) ist ein indischer Professor im Ruhestand für Wirtschaftswissenschaft an der University of California, Berkeley, wo er seit 1977 lehrte.

## Akademischer Werdegang
Pranab Bardhan studierte zunächst in Kalkutta, Indien, an der University of Calcutta (B.A. und M.A.), anschließend in Cambridge, England (PhD). Vor seinem Wechsel nach Berkeley war er Mitarbeiter an MIT, Delhi School of Economics und am Indian Statistical Institute. Gastprofessuren führten ihn an die London School of Economics, ans Trinity College (Cambridge), St. Catherine’s College (Oxford) und an die Universität Siena, Italien.
Bardhan war Mitglied im Herausgeberbeirat (Board of Editors) mehrerer wirtschaftswissenschaftlicher Fachzeitschriften, u. a. The American Economic Review (1978–81), Journal of Economic Perspectives (1989–94), International Economic Review (Mitherausgeber, 1971–1985) und Journal of Development Economics (Chefredakteur, 1985–2003). 1981 wurde seine wissenschaftliche Arbeit mit einem Guggenheim-Stipendium gefördert.

## Forschung
Pranab Bardhans Forschung konzentriert sich auf die Bereiche Entwicklungsökonomie, Außenwirtschaftstheorie, Politische Ökonomie und Institutionenökonomik. Innerhalb dieser Bereiche liegt sein Interessenschwerpunkt auf einer ökonomischen Theorie der Rolle von Institutionen für wirtschaftliche Entwicklung, Globalisierung und Armut, politische Ökonomie und der Rolle des Staates in Entwicklungsländern, der wirtschaftlichen Entwicklung Indiens, Kooperation und Management lokaler Allmendegüter und der wirtschaftlichen Aspekte von Governance, Demokratie und Dezentralisierung. Seine Forschung ist dabei teilweise interdisziplinär ausgerichtet, mit Schnittstellen zur Politikwissenschaft und Sozialanthropologie.

## Ausgewählte Werke
- Pranab Bardhan (1984), Land, Labor and Rural Poverty, Columbia University Press und Oxford University Press
- Pranab Bardhan (1984), The Political Economy of Development in India, Basil Blackwell, dann Oxford University Press (2. Aufl. 1999)
- Pranab Bardhan (Hrsg., 1989), Conversations between Economists and Anthropologists: Methodological Issues in Measuring Economic Change in Rural India, Oxford University Press
- Pranab Bardhan (Hrsg., 1991), The Economic Theory of Agrarian Institutions, Oxford University Press
- Pranab Bardhan und Christopher Udry (1999), Development Microeconomics, Oxford University Press
- Pranab Bardhan (2003), International Trade, Growth and Development, Blackwell
- Pranab Bardhan (2003), Poverty, Agrarian Structure and Political Economy in India, Oxford University Press, ISBN 0-19-566117-6
- Pranab Bardhan (2005), Scarcity, Conflicts and Cooperation: Essays in Political and Institutional Economics of Development, MIT Press
- Pranab Bardhan, Michael Wallerstein und Samuel Bowles (Hrsg., 2005), Globalization and Egalitarian Redistribution, Princeton University Press und Russell Sage Foundation
- Jean-Marie Baland, Pranab Bardhan und Samuel Bowles (Hrsg., 2006), Inequality, Cooperation, and Environmental Sustainability, Princeton University Press
- Pranab Bardhan und Dilip Mookherjee (Hrsg., 2006), Decentralization to Local Governments in Developing Countries: A Comparative Perspective, MIT Press
- Pranab Bardhan (2010), Awakening Giants, Feet of Clay: Assessing the Rise of China and India, Princeton University Press
- A World of Insecurity: Democratic Disenchantment in Rich and Poor Countries. Harvard University Press, Cambridge 2022, ISBN 978-0-674-25984-3.